# Zora hespera
Espèce
Zora hespera est une espèce d'araignées aranéomorphes de la famille des Miturgidae.

## Distribution
Cette espèce se rencontre aux États-Unis en Arizona, en Californie, en Oregon, au Washington et en Idaho et au Canada en Colombie-Britannique,,.

## Description
Les mâles mesurent de 2,80 à 3,14 mm et les femelles de 3,54 à 6,79 mm.

## Publication originale
- Corey & Mott, 1991 : A revision of the genus Zora (Araneae, Zoridae) in North America. Journal of Arachnology, vol. 19, p. 55-61 (texte intégral).